# Cojzova koča
La Cojzova koča est un refuge situé en Slovénie dans les Alpes kamniques, au col Kokrsko sedlo en versant sud-est du Grintovec. C'est le point de départ de la voie normale du Grintovec, qui est le sommet le plus élevé du massif, et de Skuta.
Son accès se fait soit depuis la vallée de la Kokra (ouest) par Suhadolnik, soit depuis l'amont de la vallée Kamniška Bistrica (est) par Konec.
Le Grintovec se trouve au nord du col, ainsi que Kočna plus à l'ouest. Au sud du col et juste au-dessus du refuge s'élève Kalška gora (2 058 mètres) suivi de Kalški greben (2 224 mètres) qui sont les sommets septentrionaux de l'ensemble du Krvavec.
Le refuge Cojzova koča / Zoissova koča a été nommé d'après les frères Karel et Žiga Zois.
Un premier refuge fut érigé en 1897, agrandi et rénové en 1988.